# Villa Jacini
La Villa Jacini, a Zuccone Rubasacco, frazione di Triuggio è una villa della Brianza. È situata a poche centinaia di metri dalla Villa Sacro Cuore.

## Le origini
La costruzione della villa risale al XVI secolo, ma il primo proprietario di cui si hanno notizie è il Cardinale Angelo Maria Durini che la adibì a casa di caccia. Successivamente la villa passò ad un commerciante di Milano di nome Michele Bussi. Questi risulta essere il bisnonno di Carolina Jacini (vedova Cava) che si sposò con il figlio di Stefano Jacini, Giovanni Battista Jacini. Da questo momento quindi la proprietà della villa passa alla famiglia Jacini. Questi commissionario ad Antonio Citterio, allievo di Camillo Boito, il restauro della villa, che assunse l'attuale conformazione.

## Architettura
La villa, che si sviluppa su due piani, presenta la caratteristica pianta a "U", con un corpo centrale e due ali simmetriche ai lati, che si allungano a formare la corte antistante che costituisce l'accesso principale della dimora. Da questa è possibile ammirare alcune particolari caratteristiche dell'edificio, come i cartigli e la meridiana. La corte è chiusa da una cancellata a doppio ingresso, retta da pilastri in pietra, sulla cui sommità spiccano delle statue a forma di brocca, arricchite a loro volta da dettagli metallici.

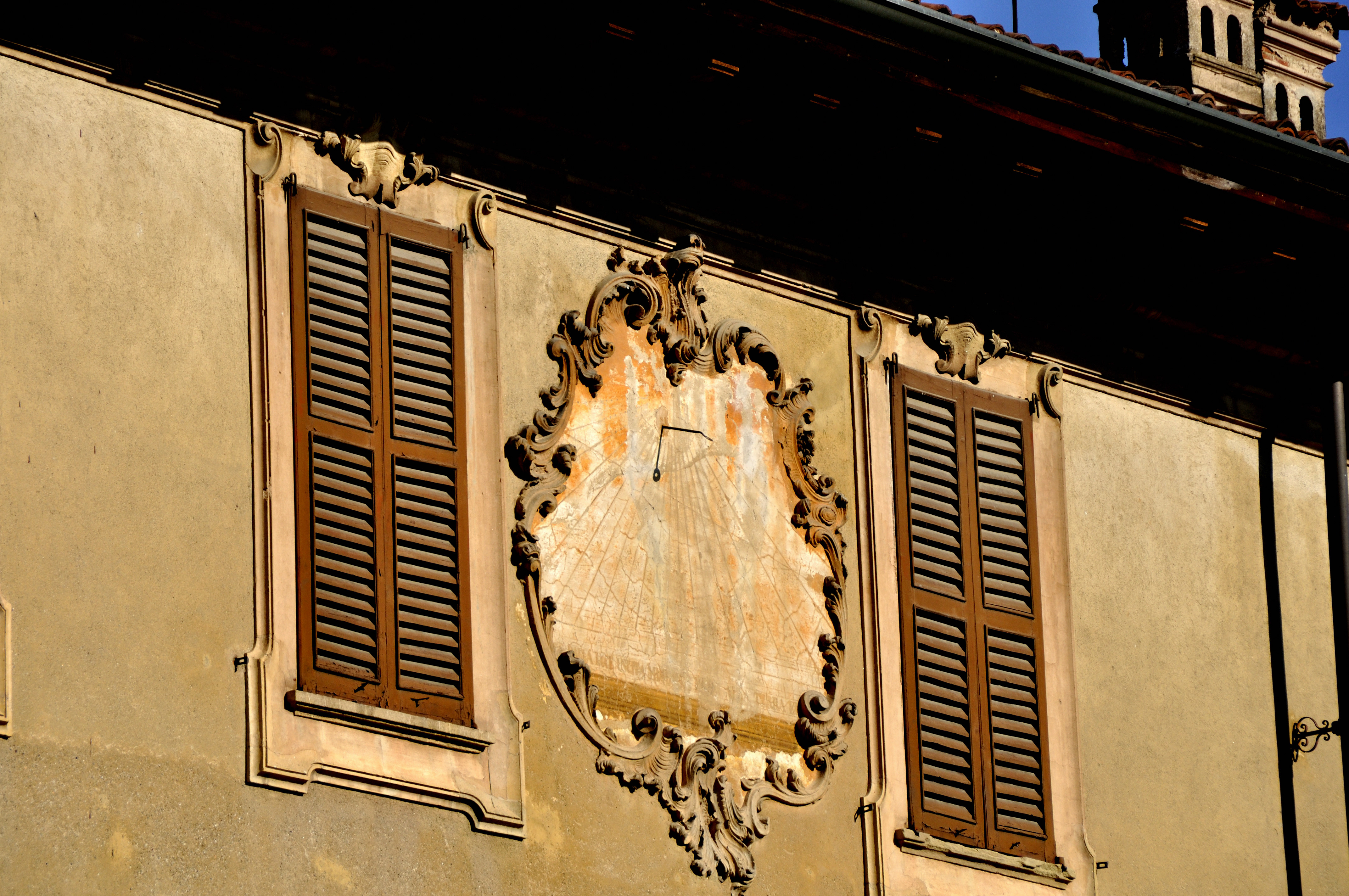
Dettaglio della meridiana

La disposizione della villa, è tale per cui questa presenti l'ingresso principale a poche decine di metri dalla strada e l'ala nord confinante con una cascina (fatta costruire anticamente dagli stessi conti, per poter dare una dimora ai braccianti che lavoravano i loro terreni). Conseguentemente i giardini della villa, realizzati in stile italiano, si sviluppano solamente in direzione ovest e sud. Una modifica degli ultimi anni, ha visto la conversione di una parte del giardino a campo da tennis in terra battuta. I giardini, risultano distare poche centinaia di metri dal bosco del Parco Lambro. I due risultano essere collegati, tramite un maestoso viale alberato costituito da querce secolari.